# RCX Command Center
RCX Command Center, ou RcxCC, est un environnement de développement intégré développé par Mark Overmars permettant la programmation avec le langages NQC du Robot RCX de Lego.
Son développement a été interrompu puis repris par John Hansen sous le nouveau nom de BricxCC ; il permet depuis la programmation du robot NXT.